# Narva-Jõesuu (stad)
Narva-Jõesuu (de oude Duitse naam was Hungerburg) is een stad in de Estische provincie Ida-Virumaa en tevens het bestuurscentrum van de stadsgemeente Narva-Jõesuu. Het Estische woord jõesuu betekent ‘riviermonding’; de rivier Narva mondt bij Narva-Jõesuu in de Finse Golf uit. De plaats was tot in 2017 een zelfstandige gemeente met een oppervlakte van 11,0 km². In 2017 kreeg Narva-Jõesuu de landgemeente Vaivara erbij, met twee vlekken en 20 dorpen.

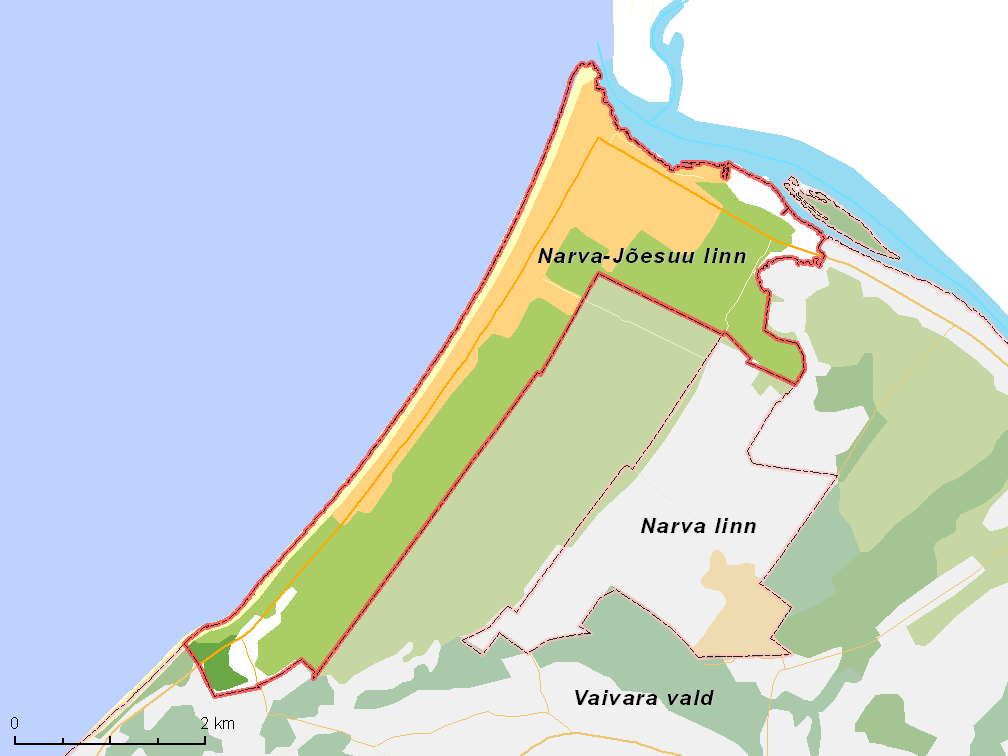
De vroegere gemeente met omliggende gemeenten

## Bevolkingsontwikkeling
Bevolking van de stad en de gemeente 2015-2023:
|          | 2015 | 2016 | 2017 | 2018 | 2019 | 2020 | 2021 | 2022 | 2023 | 2024 |
| -------- | ---- | ---- | ---- | ---- | ---- | ---- | ---- | ---- | ---- | ---- |
| stad     | 2669 | 2619 | 2651 | 2644 | 2620 | 2681 | 2664 | 2536 | 2618 | 2622 |
| gemeente | 4523 | 4446 | 4653 | 4562 | 4472 | 4559 | 4479 | 4175 | 4269 | 4293 |

## Geboren in Narva-Jõesuu
- Gleb Karpenko, wielrenner